# 迪爾伯恩海茨
迪爾伯恩海茨（英語：Dearborn Heights）是一個位於美國密歇根州韋恩縣的城市。

## 人口
根據2020年美國人口普查的數據，迪爾伯恩海茨的面積為30.42平方千米，當中陸地面積為30.40平方千米，而水域面積為0.02平方千米。當地共有人口63292人，而人口密度為每平方千米2,081人。

## 外部來源
- 官方网站